# 塩田平

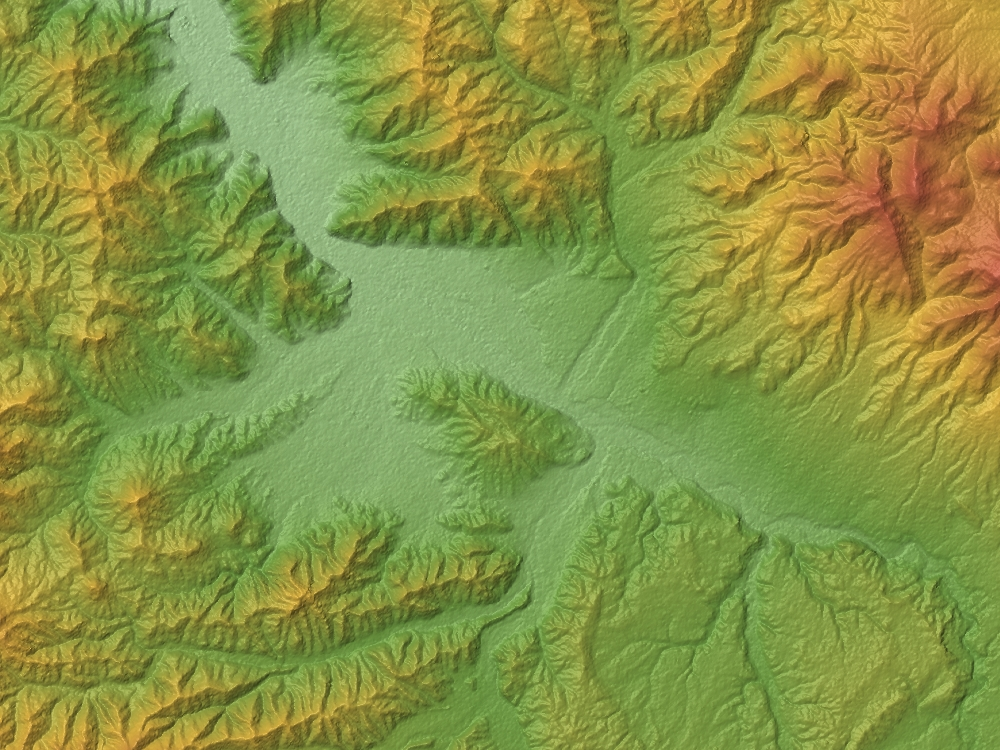
上田盆地の地形

塩田平（しおだだいら）は、長野県東信地方の上田盆地の千曲川左岸にある河岸段丘である。「信州の鎌倉」の異名を持つ。

## 歴史
平安時代に国衙領であった小県郡塩田郷が、建春門院に寄進され、承安4年（1174年）に最勝光院領塩田荘が成立した。治承・寿永の乱における横田河原の戦いでは荘官の塩田八郎高光が木曾義仲のもとに参陣した。最勝光院が焼失すると嘉禄2年（1226年）に教王護国寺領となった。『東寺最勝光院領目録』によれば、当荘からは年貢白布1,060段、公事として年中行事の3月御月忌と7月御八講の際の綾被物各一重、11月の兵士役10人が規定であった。
鎌倉時代には、幕府により文治2年（1186年）に島津忠久が地頭に補任されるが、比企能員の変に連座し、北条氏の所領となった。北条義政に始まる塩田流北条氏が塩田城を居城とし、鎌倉仏教や禅宗文化が栄えたことで「信州の学海」（『仏心禅師大明国師無関大和尚塔銘』）と呼ばれようになった。正中2年（1325年）には北条国時が地頭となっている（『守矢文書』）。
室町時代には、足利尊氏に属して新田義貞と交戦した村上信貞に安堵されたが、天文22年（1553年）、村上義清を破った武田氏の支配地となった（『高白斎記』）。その後は天正壬午の乱後の天正11年（1583）に小県郡を統一した真田昌幸の所領となり、江戸時代には「塩田三万石」と称される上田藩の穀倉地帯となった。
2020年6月19日には、レイラインがつなぐ「太陽と大地の聖地」～龍と生きるまち　信州上田・塩田平～として、日本遺産の認定を受けた。

## 地理的成因
千曲川の支流である浦野川と産川（さんがわ）の河岸段丘と低い丘によって形成された平坦地で、かつて湖であったものが浦野川や産川によって埋め立てられたものと考えられている。

## ため池群
塩田平は年間降水量900㎜と全国有数の雨の少ない地域であり、耕作地は浦野川や産川の河岸段丘の上にあるため江戸時代より塩田平3万石と言われる900haの水田に大小合わせて100ヶ所のため池を作り、灌漑に使用してきた。
2010年（平成22年）3月25日に「塩田平のため池群」として農林水産省のため池百選に選定された。

## 自然環境
塩田平には自然環境が明美で、遊歩百選、美しい日本の歩きたくなるみち500選に選ばれている。
ハクチョウやマダラヤンマ、ハスやシバザクラの名所となっている池などが数多くあり住民の憩いの場として親しまれている。

## 民話
塩田平には、ため池にまつわる民話が数多く残されており、民話に関する催しが開かれている。

## 文化財
塩田流北条氏の拠点として栄えたこともあり、鎌倉時代から室町時代にかけての中世の文化財が、これほどかたまって残されているところは珍しい。
- 安楽寺　（国宝）八角三重の塔　他
- 大法寺　（国宝）三重の塔　他
- 常楽寺　（重文）多宝塔
- 前山寺　（重文）三重の塔
- 中禅寺　（重文）薬師堂　他
- 信濃国分寺（重文）三重の塔
- 龍光院